# Дражевиће
Дражевиће је насеље у Србији у општини Сјеница у Златиборском округу. Према попису из 2022. било је 281 становника (према попису из 1991. било је 536 становника).
Површина сеоског подручја и Катастарске општине Дражевићи износи 1649 ха. Према попису из 2002. у селу је живело 431 становника. Крајем 20. и почетком 21. века насеље се постепено претвара у село са компактном физиономском структуром. Од 1945. до 1952. године село Дражевиће било је центар и седиште новоформираног Месног народног одбора који су чинила села: Дражевиће, Житниће, Камешница и Жабрен. Ова подела је деловала до 1955. године, када је формирана општина Дуга Пољана.
У селу постоје и махале назване по породицама и братствима која у њима живе: Смајовска, Мусићка, Камберовска, Мујовска, Сејфића махала, Хамидовића и махала Дебљеж. Недалеко од села постоје и „станови“: станови Јанчански (Хамидовића), југозападно од Врујца, у близини пута Дуга Пољана - Смиљевац. Станови Камберског и Мујовића налазе се на брду Дебљеж, а Сејфићеви у Старом селу.
Археолошким ископавањима на подручју Голубана утврђена су налазишта која потичу из касног средњег вијека, што показује да је насеље веома старо и да је постојало у доба Немањића. Локалитет „Црквина“ налази се у сјеверозападном дијелу села, на имању Феха и Џанка Џанковића, све до имања Омера Џанковића, утврђени су трагови надгробних споменика. Становници овог села тврде да су до пре 200 година живели нешто југоисточно, на подручју које се данас зове Старо становиште [Премовић-Алексић, 1985, 45]. У турским пописима из 1455. године јавља се под именом Ритуџа (Горња, Доња и Средња), а 1528. као Ритуџа или Дражевиће [Шабановић, 1964, 10]. У 16. веку јавља се под именом Знојнице

## Демографија
У насељу Дражевиће живи 314 пунолетних становника, а просечна старост становништва износи 34,1 година (34,2 код мушкараца и 34,0 код жена). У насељу има 115 домаћинстава, а просечан број чланова по домаћинству је 3,75.
Ово насеље је великим делом насељено Бошњацима (према попису из 2002. године), а у последња три пописа, примећен је пад у броју становника.
|  |

| Демографија | Демографија | Демографија |
| Година      | Становника  | Становника  |
| ----------- | ----------- | ----------- |
| 1948.       | 535         |             |
| 1953.       | 642         |             |
| 1961.       | 545         |             |
| 1971.       | 563         |             |
| 1981.       | 613         |             |
| 1991.       | 536         | 513         |
| 2002.       | 431         | 569         |

| Етнички састав према попису из 2002.‍ | Етнички састав према попису из 2002.‍ | Етнички састав према попису из 2002.‍ | Етнички састав према попису из 2002.‍ | Етнички састав према попису из 2002.‍ |
| ------------------------------------ | ------------------------------------ | ------------------------------------ | ------------------------------------ | ------------------------------------ |
|                                      |                                      |                                      |                                      |                                      |
| Бошњаци                              | Бошњаци                              |                                      | 426                                  | 98,83%                               |
| Хрвати                               | Хрвати                               |                                      | 1                                    | 0,23%                                |
| Муслимани                            | Муслимани                            |                                      | 1                                    | 0,23%                                |
| непознато                            | непознато                            |                                      | 1                                    | 0,23%                                |

| Година пописа     | 1948. | 1953. | 1961. | 1971. | 1981. | 1991. | 2002. |
| ----------------- | ----- | ----- | ----- | ----- | ----- | ----- | ----- |
| Број домаћинстава | 90    | 101   | 85    | 87    | 93    | 77    | 115   |

| Број чланова      | 1 | 2  | 3  | 4  | 5  | 6  | 7 | 8 | 9 | 10 и више | Просек |
| ----------------- | - | -- | -- | -- | -- | -- | - | - | - | --------- | ------ |
| Број домаћинстава | 6 | 27 | 21 | 22 | 22 | 11 | 4 | 2 | 0 | 0         | 3,75   |

| Пол    | Укупно | Неожењен/Неудата | Ожењен/Удата | Удовац/Удовица | Разведен/Разведена | Непознато |
| ------ | ------ | ---------------- | ------------ | -------------- | ------------------ | --------- |
| Мушки  | 160    | 57               | 98           | 5              | 0                  | 0         |
| Женски | 172    | 52               | 105          | 12             | 2                  | 1         |
| УКУПНО | 332    | 109              | 203          | 17             | 2                  | 1         |

| Пол    | Укупно                    | Пољопривреда, лов и шумарство | Рибарство                            | Вађење руде и камена | Прерађивачка индустрија       |
| ------ | ------------------------- | ----------------------------- | ------------------------------------ | -------------------- | ----------------------------- |
| Мушки  | 85                        | 74                            | 0                                    | 0                    | 1                             |
| Женски | 61                        | 43                            | 0                                    | 0                    | 18                            |
| УКУПНО | 146                       | 117                           | 0                                    | 0                    | 19                            |
| Пол    | Производња и снабдевање   | Грађевинарство                | Трговина                             | Хотели и ресторани   | Саобраћај, складиштење и везе |
| Мушки  | 2                         | 0                             | 4                                    | 0                    | 1                             |
| Женски | 0                         | 0                             | 0                                    | 0                    | 0                             |
| УКУПНО | 2                         | 0                             | 4                                    | 0                    | 1                             |
| Пол    | Финансијско посредовање   | Некретнине                    | Државна управа и одбрана             | Образовање           | Здравствени и социјални рад   |
| Мушки  | 0                         | 0                             | 0                                    | 2                    | 0                             |
| Женски | 0                         | 0                             | 0                                    | 0                    | 0                             |
| УКУПНО | 0                         | 0                             | 0                                    | 2                    | 0                             |
| Пол    | Остале услужне активности | Приватна домаћинства          | Екстериторијалне организације и тела | Непознато            | Непознато                     |
| Мушки  | 1                         | 0                             | 0                                    | 0                    | 0                             |
| Женски | 0                         | 0                             | 0                                    | 0                    | 0                             |
| УКУПНО | 1                         | 0                             | 0                                    | 0                    | 0                             |